# Jérôme Rivière
Jérôme Rivière (Suresnes, 8 luglio 1964) è un politico e avvocato francese, dal 2019 al 2024 europarlamentare con il Rassemblement National prima e con Reconquête poi.

## Biografia
Laureatosi in giurisprudenza, viene iscritto al barreau, l'ordine professionale degli avvocati francesi, nell'ottobre 2006, praticando la professione a Parigi.
Inizia la propria carriera politica candidandosi alle elezioni municipali francesi del 1995 con una propria lista a La Garenne-Colombes contro il sindaco uscente Max Catrin. Mentre la sua lista ha ottenuto il 20,85% dei voti, si è ritirato a favore della lista della maggioranza presidenziale guidata da Catrin. 
Nel 1997 aderisce al movimento Democrazia Liberale e l'anno successivo è eletto consigliere regionale per la circoscrizione Provenza-Alpi-Costa Azzurra, dove rimane in carica fino al 2004.
Nel 2002 abbandona il partito e aderisce all'Unione per un Movimento Popolare candidandosi all'Assemblée Nationale per il dipartimento Alpi Marittime, dove viene infine eletto con il 58,14% delle preferenze contro il candidato socialista Patrick Allemand. 
Durante la campagna per le presidenziali del 2007 è diventato presidente del comitato di sostegno di Philippe de Villiers e si è unito al Movimento per la Francia. Al secondo turno di queste elezioni, ha sostenuto il candidato Nicolas Sarkozy. Il 10 giugno di quello stesso anno si candida alle elezioni legislative per la prima circoscrizione delle Alpi Marittime, dove ottiene quasi il 10% dei voti espressi, venendo perciò escluso dal secondo turno.
Nel 2015 aderisce al Fronte Nazionale di Marine Le Pen, candidandosi alle elezioni regionali sempre per il dipartimento Alpi Marittime. Nel 2017 si ricandida alle elezioni legislative per la 6ª circoscrizione di Varo ma senza essere eletto.
Nel 2019 entra per la prima volta al Parlamento europeo nel gruppo Identità e Democrazia, di cui è stato presidente della delegazione francese fino al 2022, per poi passare a quello dei Non iscritti.
A gennaio 2022 decide di aderire alla campagna elettorale della neo-nata Reconquête del saggista Éric Zemmour per le elezioni presidenziali, diventando portavoce e vicepresidente del partito.